# Aleksander Skrzyński
Aleksander Józef Skrzyński (19. března 1882 – 25. září 1931) byl polský právník, politik, předseda polské vlády v letech 1925–1926.

## Životopis

### Mládí
Narodil se v obci Zagórzany v Haliči. V letech 1900–1904 studoval práva na univerzitě ve Vídni a během let 1904–1906 v Krakově. Po tomto datu obdržel titul JUDr. Po ukončení studií pracoval ve Lvově, poté v Gorlicích. Později se připojil k rakouským diplomatickým službám. V roce 1912 byl jmenován komorníkem na dvoře císaře Františka Josefa a přestěhoval se na velvyslanectví v Haagu.
Během první světové války sloužil v armádě, postupně byl povýšen z vojína až na poručíka. Působil po boku generála Tadeusze Rozwadowského. V roce 1916 byl přesunut do zálohy.

### Politika
Po válce vstoupil do Strany národní pravice. V červnu 1919 byl jmenován velvyslancem v Bukurešti. Ve vládě Władysława Sikorského se stal ministrem zahraničních věcí. Po pádu vlády byl velvyslancem v Londýně. Roku 1924 byl znovu jmenován ministrem zahraničí ve druhé vládě Władysława Grabského.
Příští vládu sestavil on sám, vedl ji do roku 1926.
Po diplomatických a politických aktivitách se věnoval podnikání v dřevařském průmyslu. Zemřel v nemocnici na následky zranění po autonehodě. Je pochován v Pałaci Skrzyńskich v obci Zagórzany, v malopolském vojvodství.

## Vyznamenání
- komtur Řádu znovuzrozeného Polska – Polsko, 2. května 1922[4]
- velkokříž Řádu znovuzrozeného Polska – Polsko, 2. května 1923[5]
- velkokříž Řádu islandského sokola – Island, 10. prosince 1924[6]
- Řád Bílého lva I. třídy – Československo, 1925[7]
- Kříž svobody I. třídy – Estonsko, 29. dubna 1925[7][6]
- velkokříž Řádu bílé růže – Finsko[7]
- velkokříž Řádu čestné legie – Francie[7]
- velkokříž Řádu italské koruny – Italské království[7]
- velkokříž Řádu peruánského slunce – Peru[7]
- Řád rumunské koruny I. třídy – Rumunsko
- velkokříž Řádu rumunské hvězdy – Rumunsko[7]
- velkokříž Řádu svatého Sávy – Srbské království
- komtur velkokříže Řádu polární hvězdy – Švédsko[7]
- velkokíž Řádu Pia IX. – Vatikán[7]

## Fotogalerie

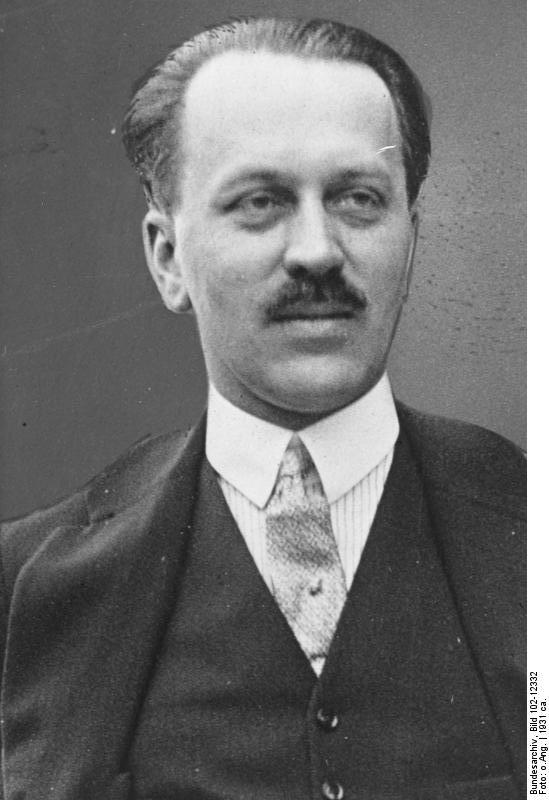
Alexander Skrzyński
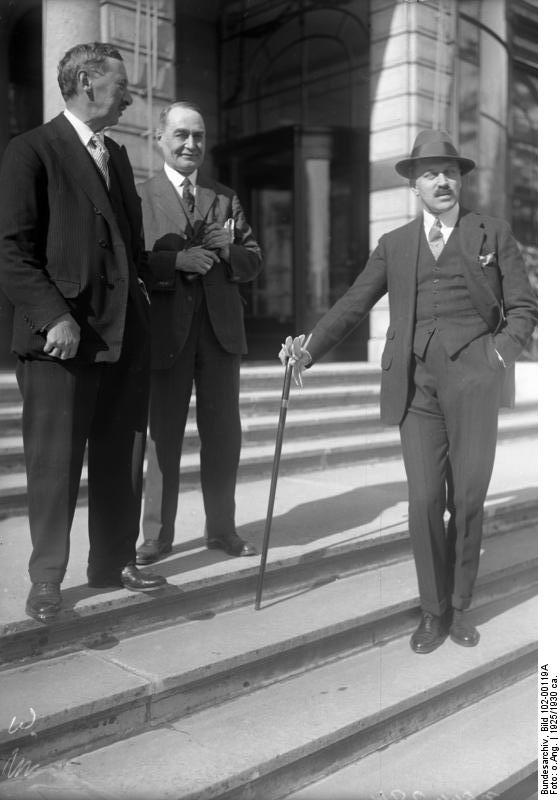
Alexander Skrzyński (s hůlkou)
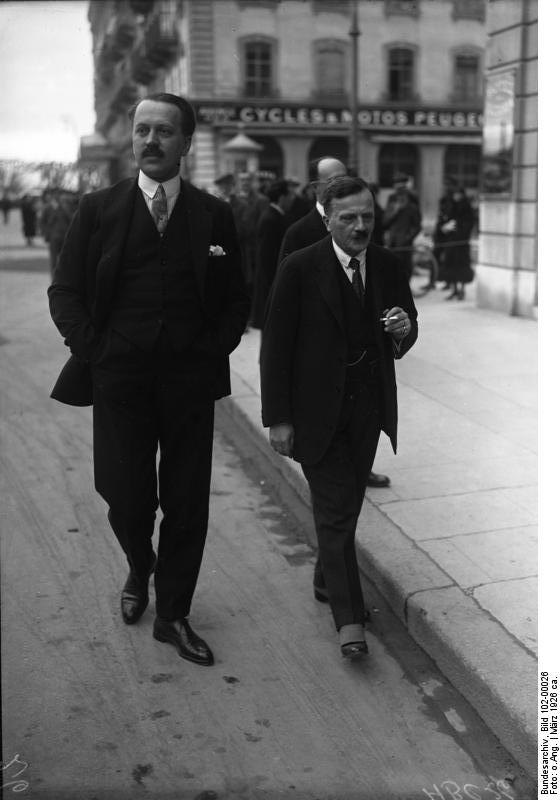
Alexander Skrzyński v popředí
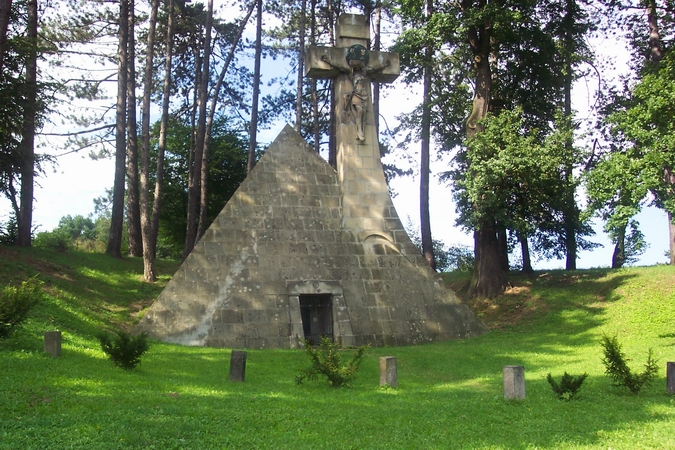
Rodinná hrobka jeho rodu v obci Zagórzany
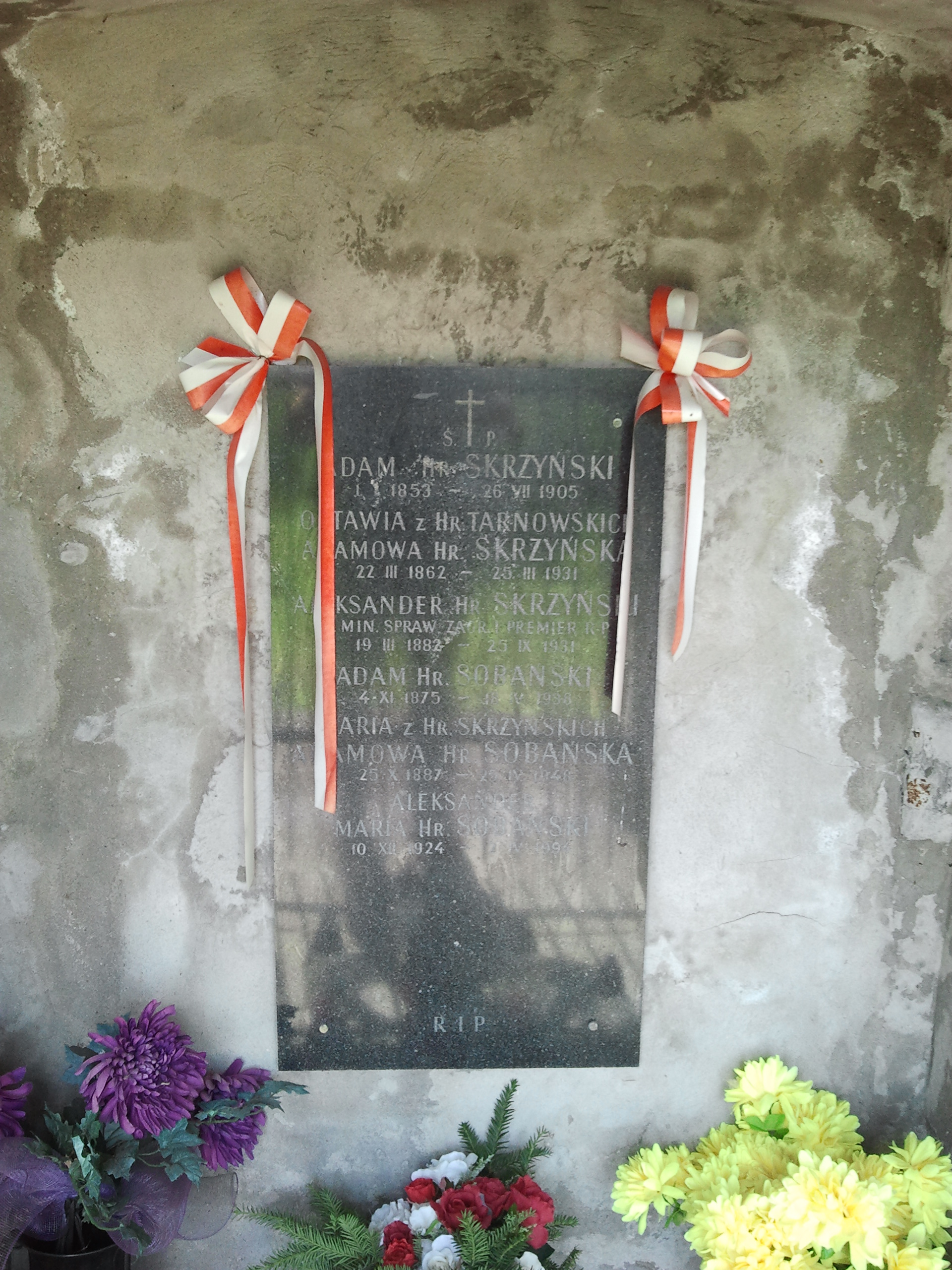
Mauzoleum rodiny Skrzyńskich v jejich paláci v obci Zagórzany